# مارتین استنمارک
مارتین استنمارک (به سوئدی: Martin Stenmarck) (زاده ۳ اکتبر ۱۹۷۲) خوانندهٔ سوئدی است.
او در مسابقه آواز یوروویژن ۲۰۰۵ نماینده سوئد بود.